# インディゴと40人の盗賊
『インディゴと40人の盗賊』（インディゴと40にんのとうぞく、ドイツ語: Indigo und die vierzig Räuber）は、ヨハン・シュトラウス2世が作曲したオペレッタである。
1871年2月10日、アン・デア・ウィーン劇場で初演された。
日本の音楽愛好者団体「日本ヨハン・シュトラウス協会」によると、もともとは『アリババと40人の盗賊』という物語の舞台化として企画されており、当初の契約でもこのタイトルだったが、直前になって題名の「アリババ」が「インディゴ」に置き換えられたという。この変更について同協会は、ウィーンで喜劇仕立てで上演するには気まぐれな王様役が必要であり、アリババでは舞台効果が薄いという判断が背景にあったとみている。また物語の内容も原作から大幅に変更されており、たとえば盗賊を倒す役は奴隷のモルジアナからタイトルキャラクターのインディゴ王に変更されている。